# Zeelui (muurschildering)
Zeelui is een artistiek kunstwerk in Amsterdam-Centrum. 
Woningcorporatie Lieven de Key was in de jaren twintig van de 21e eeuw bezig een campus in te richten nabij de Kweekschool voor de Zeevaart. Oud- (18e/19e eeuw) en nieuwbouw (jaren tachtig) werden gecombineerd met wederom ver/nieuwbouw van een aantal studentenwoningen op het terrein. Om die laatste beter toegankelijk te maken kwam er een nieuwe ingang aan de Nieuwe Foeliestraat. Deze onderdoorgang was volgens de woningstichting onprettig in de omgang en werd vervolgens opgefleurd door middel van een titelloze muurschildering van Gino Bud Hoiting, die meerdere opdrachten van de stichting kreeg.
Voor deze muur liet hij zich inspireren door de leerlingen van de kweekschool en haar leerlingen op het oefenschip Kaatje, dat op de binnenplaats lag. Daar waar andere muurschilders zich nog wel eens uitleven in uitbundige kleurstelling hield Hoiting het eenvoudig, zwart, wit en blauw zijn de enige kleuren. De schilderingen wordt onderbroken door de brievenbussen van de studenten.
Niet veel later volgde de zwart/wit-schildering De brouwers op Hoogte Kadijk 150. Beide schilderingen hanteren de kunstvorm klare lijn.

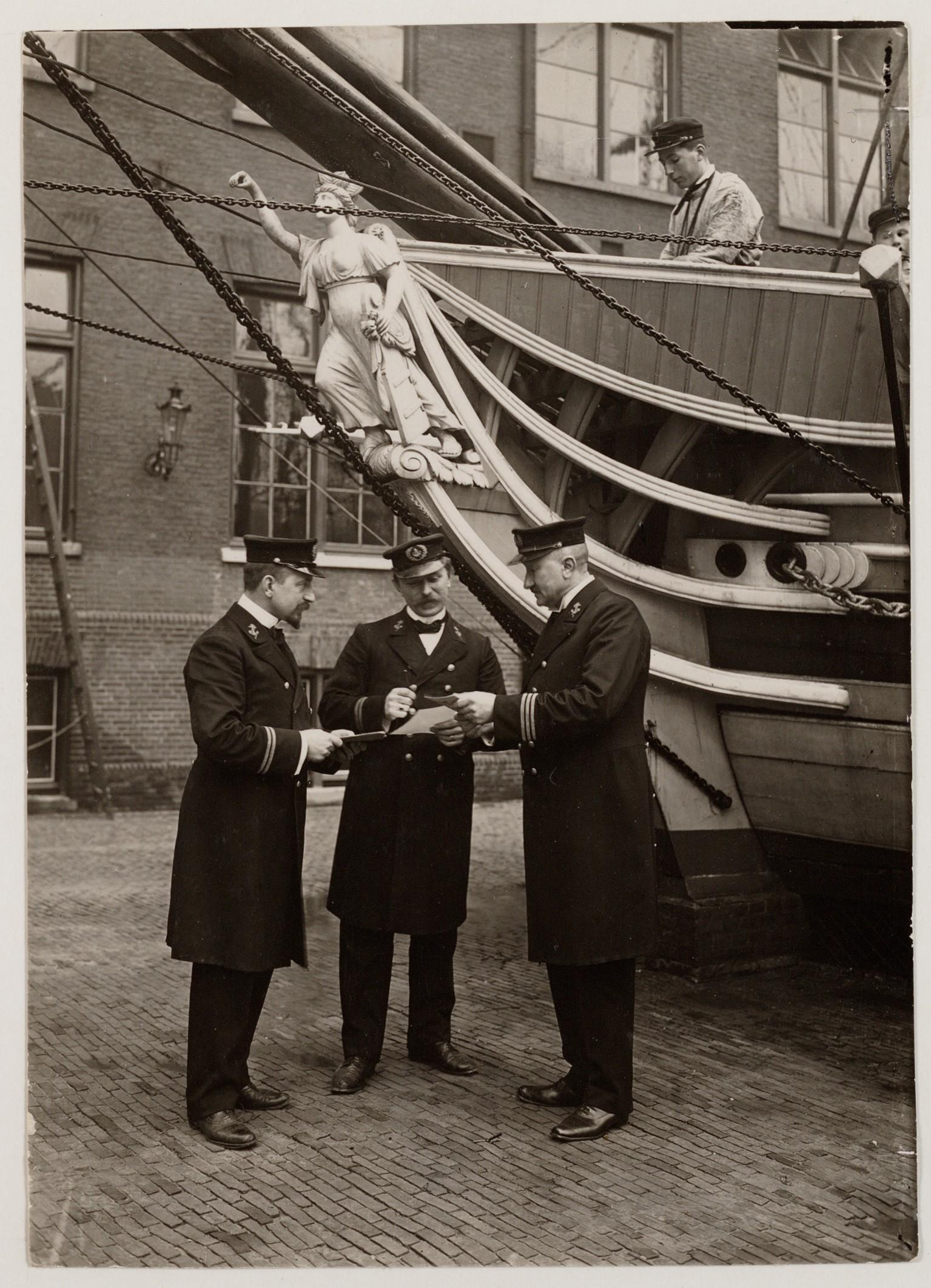
Kaatje (1914)